# بروکسل لامبرت
بروکسل لامبرت (به هلندی: Bruxelles Lambert) شرکت هلدینگ صنعتی بلژیکی است. این شرکت یکی از ۱۰ شرکت بزرگ بلژیک می‌باشد.
شرکت بروکسل لامبرت دارای سهام در شرکت‌های: ژ د اف سوئز (۵٫۲٪)، ایبردرولا (۰٫۶٪)، لافارژ (۲۱٫۱٪)، پرنود ریکارد (۹٫۹٪)، توتال (۴٫۰٪)، آرکما (۵٫۰٪)، ایمریس (۳۰٫۷٪) و سوئز آنویرونمان (۷٫۱٪) می‌باشد.
بزرگترین سهامداران شرکت بروکسل لامبرت، خانواده فریره با در اختیار داشتن ۵۰ درصد از سهام و شرکت برتلسمان با ۲۵٫۱٪ درصد از سهام این شرکت می‌باشند.